# デビッド・ホルムバーグ
デビッド・A・ホルムバーグ（David A. Holmberg, 1991年7月19日 - ）は、アメリカ合衆国・テキサス州ヒューストン（フロリダ州シャーロット郡ポートシャーロット育ち）出身のプロ野球選手（投手）。左投右打。北米独立リーグであるアメリカン・アソシエーションのリンカーン・ソルトドッグス所属。

## 経歴

### プロ入りとホワイトソックス傘下時代
2009年のMLBドラフト2巡目（全体71位）でシカゴ・ホワイトソックスから指名され、プロ入り。契約後、傘下のアパラチアンリーグのルーキー級ブリストル・ホワイトソックスでプロデビュー。14試合（先発7試合）に登板して2勝2敗・防御率4.73・37奪三振の成績を残した。
2010年はパイオニアリーグのルーキー級グレートフォールズ・ボイジャーズでプレーし、8試合に先発登板して1勝1敗・防御率4.46・29奪三振の成績を残した。

### ダイヤモンドバックス時代
2010年7月30日にエドウィン・ジャクソンとのトレードで、ダニエル・ハドソンと共にアリゾナ・ダイヤモンドバックスへ移籍した。移籍後は傘下のパイオニアリーグのルーキー級ミズーラ・オスプレイでプレーし、7試合に先発登板して1勝4敗・防御率3.86・47奪三振の成績を残した。また、移籍前を含めた2球団合計では15試合に先発登板して2勝5敗・防御率4.17・76奪三振の成績を残した。
2011年はA級サウスベンド・シルバーホークスとA+級バイセイリア・ローハイドでプレーし、2球団合計で27試合に先発登板して12勝9敗・防御率3.44・157奪三振の成績を残した。
2012年はA+級バイセイリアとAA級モービル・ベイベアーズでプレーし、2球団合計で27試合に先発登板して11勝8敗・防御率3.22・153奪三振の成績を残した。
2013年は開幕からAA級モービルでプレーし、26試合に先発登板して5勝8敗・防御率2.75・116奪三振の成績を残した。8月27日にはメジャー契約を結んでアクティブ・ロースター入りし、同日のサンディエゴ・パドレス戦にて先発でメジャーデビューを果たした（結果は3.2回を3失点で勝敗付かず）。この年のメジャーでの登板はこの1試合のみだった。

### レッズ時代
2013年12月3日にダイヤモンドバックス、シンシナティ・レッズ、タンパベイ・レイズ間の三角トレードで、レッズへ移籍した。
2014年はマイナーでは傘下のAAA級ルイビル・バッツでプレーし、18試合に先発登板して2勝6敗・防御率4.66・56奪三振の成績を残した。メジャーでは7試合（先発5試合）に登板して2勝2敗・防御率4.80・18奪三振の成績を残した。
2015年は6試合に先発登板して1勝4敗・防御率7.62・15奪三振の成績を残した。10月30日に40人枠を外れる形でAAA級ルイビルへ配属され、11月6日にFAとなった。

### ブレーブス傘下時代
2015年12月13日にアトランタ・ブレーブスとマイナー契約を結んだ。
2016年3月30日に自由契約となった。

### ホワイトソックス時代
2016年3月31日にシカゴ・ホワイトソックスとマイナー契約を結んだ。この年は傘下のAA級バーミングハム・バロンズとAAA級シャーロット・ナイツでプレーし、2球団合計で28試合に先発登板して8勝9敗・防御率3.84・107奪三振の成績を残した。
2017年は開幕をAAA級シャーロットで迎え、5月4日にメジャー契約を結んでアクティブ・ロースター入りした。8月11日に40人枠を外れる形でAAA級シャーロットへ配属された。9月1日に再びメジャー契約を結んでアクティブ・ロースター入りした。この年メジャーでは37試合（先発7試合）に登板して2勝4敗・防御率4.68・33奪三振の成績を残した。レギュラーシーズン終了後の10月4日に40人枠から外れる形でAAA級シャーロットへ配属され、10日にFAとなった。

### ホワイトソックス退団後
2018年2月7日にボルチモア・オリオールズとマイナー契約を結んだが、3月30日に自由契約となった。4月9日にコロラド・ロッキーズとマイナー契約を結んだ。
2019年4月24日に独立リーグ・アメリカン・アソシエーションのミルウォーキー・ミルクメンと契約するが、公式戦への出場がないまま5月13日にアトランティックリーグのサマセット・ペイトリオッツと契約。
2020年はアメリカン・アソシエーションのミルウォーキー・ミルクメンと契約。12試合に登板し、6勝1敗、防御率2.34の成績を残した。
2021年もミルウォーキー・ミルクメンでプレー。11試合に先発登板し、7勝3敗、防御率4.33の成績を残していたが、7月17日にメキシカンリーグのサルティーヨ・サラペメーカーズと契約を結んだ。サルティーヨでは4試合（うち先発3試合）に登板したが未勝利に終わり、8月11日に自由契約となった。8月16日にミルウォーキー・ミルクメンに復帰した。
2022年1月30日にメキシカンリーグのプエブラ・パロッツと契約した。5試合に先発して1勝1敗、防御率6.86という成績に終わり、7月14日に自由契約となった。
2023年5月12日にメキシカンリーグのアグアスカリエンテス・レイルロードメンと契約した。6試合に先発して1勝2敗、防御率8.10という成績に終わり、6月15日に自由契約となった。7月1日にアメリカン・アソシエーションのリンカーン・ソルトドッグスと契約した。

## 投球スタイル
平均87.8mph（約141.3km/h）のフォーシームが半分以上を占め、割合別では次いでチェンジアップ、カーブ、スライダーの順で投げる。まれにツーシームも投げる。

## 詳細情報

### 年度別投手成績
| 年 度    | 球 団    | 登 板 | 先 発 | 完 投 | 完 封 | 無 四 球 | 勝 利 | 敗 戦 | セ 丨 ブ | ホ 丨 ル ド | 勝 率 | 打 者 | 投 球 回 | 被 安 打 | 被 本 塁 打 | 与 四 球 | 敬 遠 | 与 死 球 | 奪 三 振 | 暴 投 | ボ 丨 ク | 失 点 | 自 責 点 | 防 御 率 | W H I P |
| -------- | -------- | ----- | ----- | ----- | ----- | -------- | ----- | ----- | -------- | ----------- | ----- | ----- | -------- | -------- | ----------- | -------- | ----- | -------- | -------- | ----- | -------- | ----- | -------- | -------- | ------- |
| 2013     | ARI      | 1     | 1     | 0     | 0     | 0        | 0     | 0     | 0        | 0           | ----  | 20    | 3.2      | 6        | 0           | 3        | 0     | 0        | 0        | 0     | 0        | 3     | 3        | 7.36     | 2.46    |
| 2014     | CIN      | 7     | 5     | 0     | 0     | 0        | 2     | 2     | 0        | 0           | .500  | 137   | 30.0     | 27       | 8           | 16       | 1     | 16       | 18       | 2     | 0        | 16    | 16       | 4.86     | 1.43    |
| 2015     | CIN      | 6     | 6     | 0     | 0     | 0        | 1     | 4     | 0        | 0           | .200  | 136   | 28.1     | 36       | 10          | 16       | 0     | 2        | 15       | 1     | 0        | 24    | 24       | 7.62     | 1.84    |
| 2017     | CWS      | 37    | 7     | 0     | 0     | 0        | 2     | 4     | 0        | 0           | .333  | 272   | 57.2     | 67       | 12          | 34       | 3     | 6        | 33       | 3     | 0        | 37    | 30       | 4.68     | 1.68    |
| MLB：4年 | MLB：4年 | 51    | 19    | 0     | 0     | 0        | 5     | 10    | 0        | 0           | .333  | 565   | 119.2    | 132      | 30          | 69       | 4     | 14       | 66       | 6     | 0        | 80    | 73       | 5.49     | 1.68    |

- 2017年度シーズン終了時

### 背番号
- 33（2013年）
- 36（2014年 - 2015年）
- 64（2017年）